# Хайнрих V (Шаумбург)
Хайнрих V фон Холщайн-Шаумбург (на немски: Heinrich V, Graf von Holstein-Schaumburg; * 21 февруари 1566; † 15 октомври 1597) е граф на Холщайн-Шаумбург, господар на господство Гемен (1581 – 1597).
Той е най-големият син на граф Йобст II фон Шаумбург († 1581) и съпругата му Елизабет фон Палант († 1606), дъщеря на Ерхарт фон Палант, господар на Кинцвайлер (1510 – 1540), и графиня Маргерита дьо Лаленг 1508 – 1592).
Хайнрих V фон Холщайн-Шаумбург умира на 15 октомври 1597 г, на 31 години и е погребан в евангелийската църква в Гемен. Четиригодишният му син Йобст Херман наследява господството Гемен.

## Фамилия
Хайнрих V фон Холщайн-Шаумбург се жени на 4 август 1592 г. в Щирум/12 декември 1592 г. за графиня Мехтилд фон Лимбург-Щирум (* 18 август 1561; † 24 август 1622 в Гемен), наследничка на Гемен, регентка на Гемен (1597 – 1614), дъщеря на Херман Георг фон Лимбург и графиня Мария фон Хоя (1534 – 1612). Те имат един син:

- Йобст Херман фон Холщайн-Шаумбург * 6 октомври 1593 в замък Гемен в Боркен; † 5 ноември 1635 в Бюкебург), граф и княз